# Sint-Pietersbandenkerk (Dudzele)
De Sint-Pietersbandenkerk is een kerkgebouw in de tot de West-Vlaamse gemeente Brugge behorende plaats Dudzele, gelegen aan de Sint-Lenardsstraat.

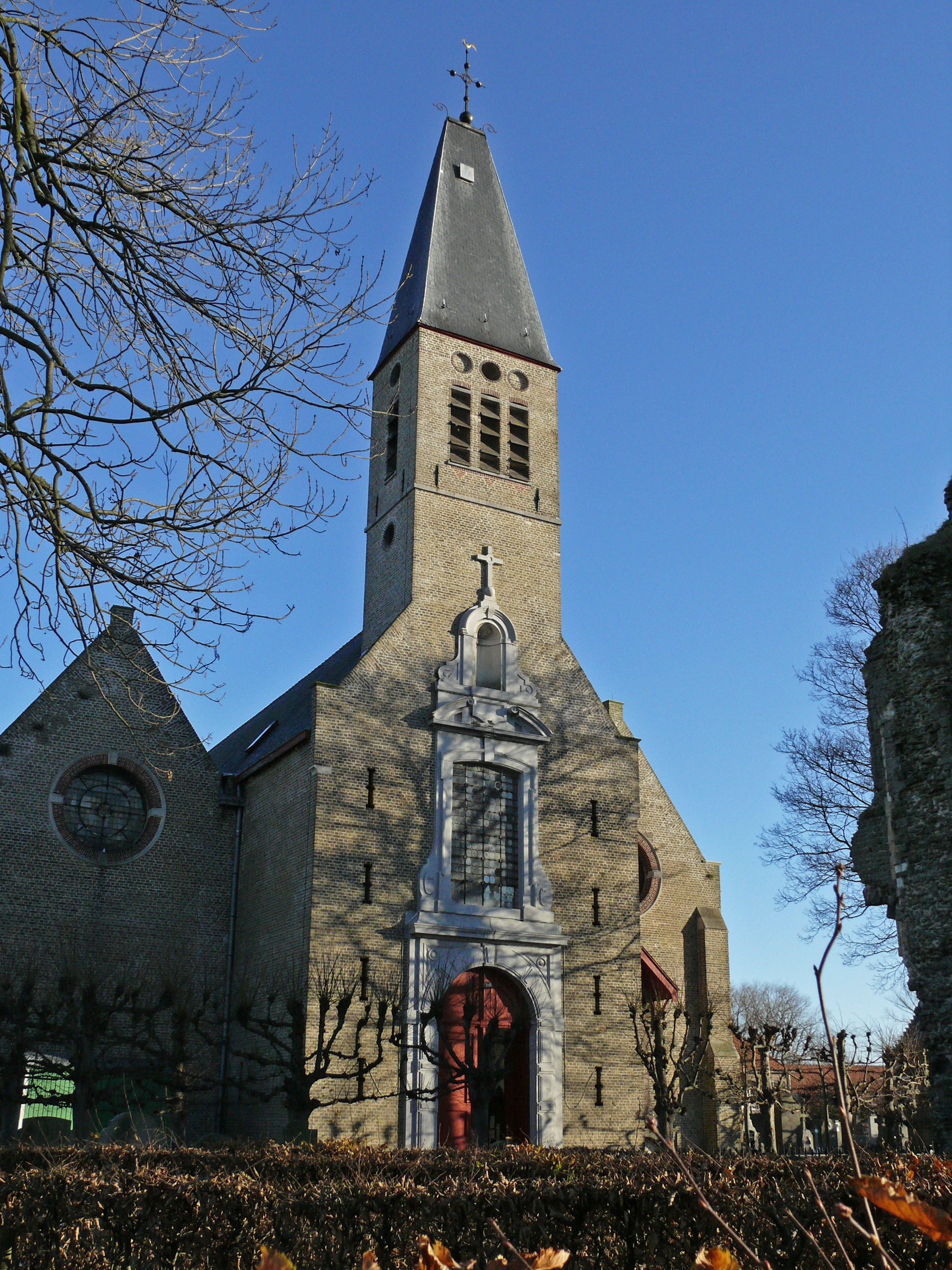
Sint-Pietersbandenkerk

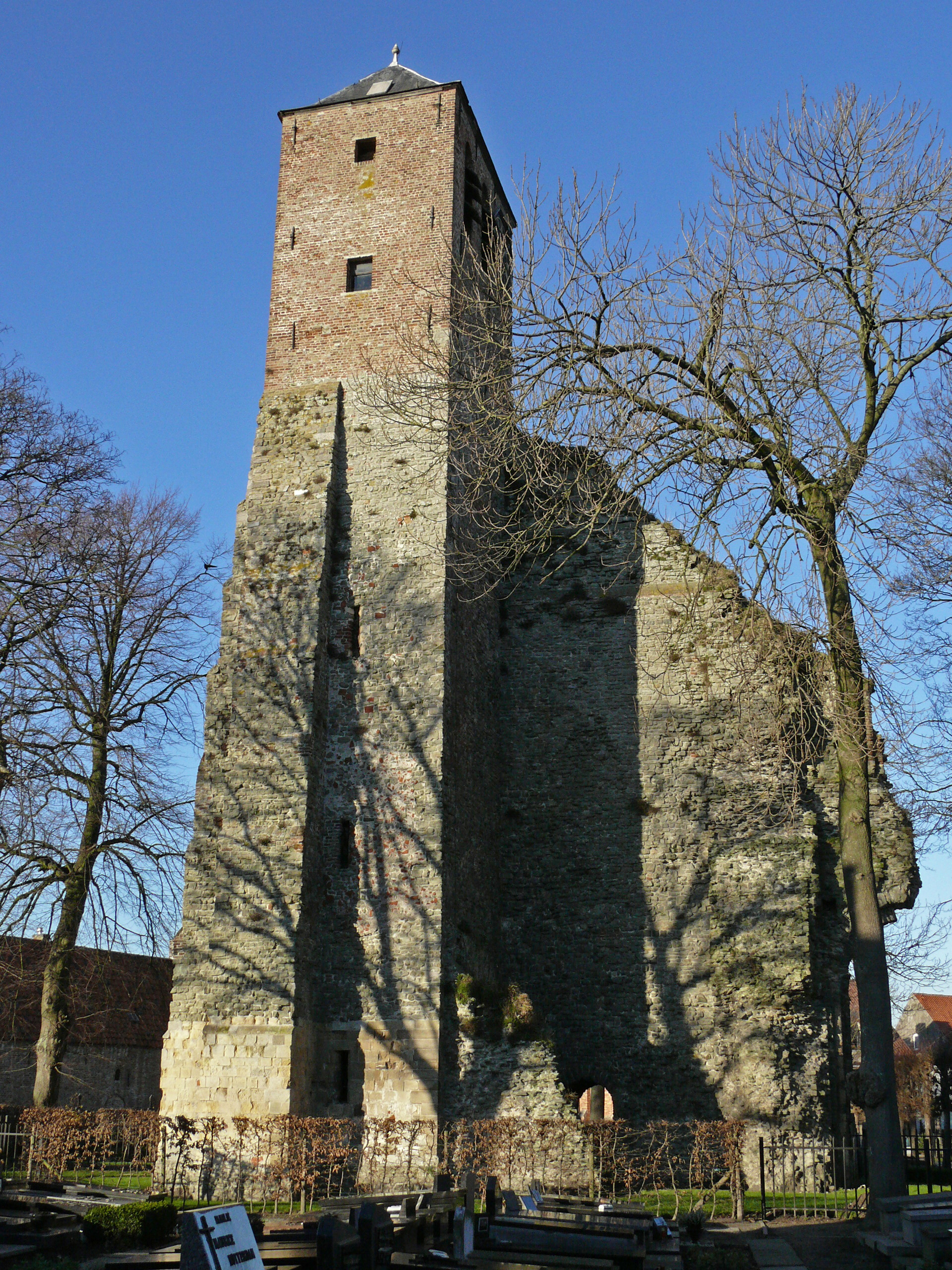
Romaans torenrestant

## Geschiedenis
Er was reeds vroeg sprake van een kerk te Dudzele, waarvan de Sint-Donaaskathedraal te Brugge in 1109 het patronaatsrecht ontving. Voordien was dit in handen van de Abdij van Corbie.
Vanaf 1060 moet er al een verering van Sint-Leonardus zijn geweest, en het kerkje van Dudzele ontwikkelde zich tot bedevaartsoord voor deze heilige. In de 2e helft van de 12e eeuw werd een romaanse kerk op deze plaats gebouwd. De westbouw bestond uit een toren, met aan beide zijden een traptoren.
In de 2e helft van de 16e eeuw werd de kerk grotendeels vernield tijdens de godsdienstoorlogen. Later werd het schip weer in gebruik genomen, maar het koorgedeelte was vernield, om pas in 1644 te worden hersteld. Ook de Onze-Lieve-Vrouwekapel werd toen hersteld. In 1667 werd het schip hersteld. De toren werd gesloopt.
In 1872-1873 werd een nieuwe kerk gebouwd maar sommige delen, met name de oostgevel van de noordbeuk van 1350, werden daarin geïntegreerd. Een deel van de kapconstructie is van 1644. Een torentje werd vóór het middenschip gebouwd. Van de romaanse westwbouw bleef slechts een restant van de zuidelijke traptoren en een scheidingsmuur bewaard.

## Gebouw
Tegenwoordig is er een driebeukig bakstenen kerkgebouw met vijfzijdige koorafsluiting. Het hoofdaltaar is van de 17e of 18e eeuw, evenals het noordelijk zijaltaar (gewijd aan Onze-Lieve-Vrouw van de Rozenkrans) en het zuidelijk zijaltaar (gewijd aan Sint-Sebastiaan). Het orgel is van 1873 en werd vervaardigd door de firma Louis Hooghuys & Fils.